# Fuggerei

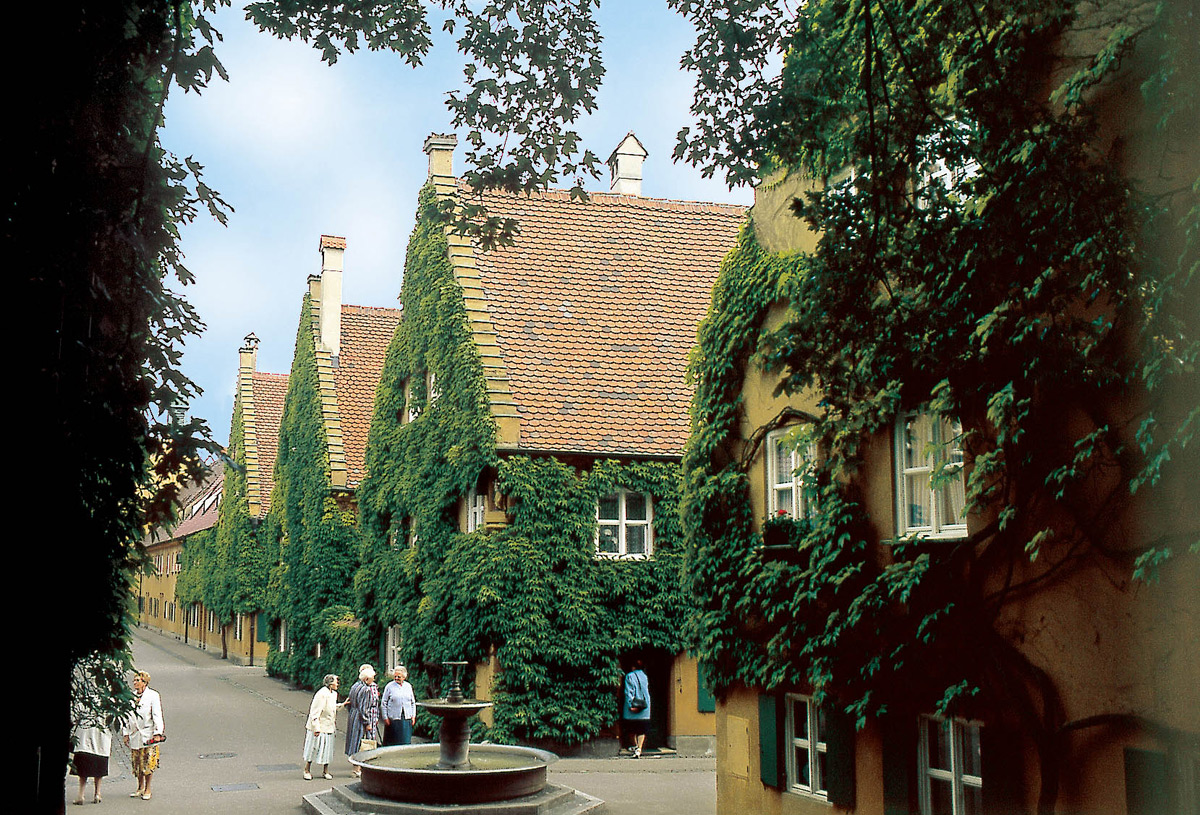
Herrengasse no Fuggerei

O Fuggerei é o complexo habitacional público mais antigo do mundo ainda em uso. É um enclave murado dentro da cidade de Augsburgo, na Baviera. Leva o nome da família Fugger e foi fundada em 1516 por Jakob Fugger, o Jovem (conhecido como "Jakob Fugger, o Rico") como um lugar onde os cidadãos necessitados de Augsburg pudessem ser alojados. Em 1523, já haviam sido construídas 52 casas e, nos anos seguintes, a área se expandiu com várias ruas, pracinhas e uma igreja. Os portões ficavam trancados à noite, então o Fuggerei era, por si só, muito semelhante a uma pequena cidade medieval independente. Ainda hoje é habitado, o que lhe confere o estatuto de projeto de habitação pública mais antigo do mundo.

## Descrição
O aluguel era e ainda é um florim renano por ano (equivalente a 0,88 euros), bem como para fazer três orações diárias pelos atuais proprietários do Fuggerei – o Pai Nosso, a Ave Maria e o Credo Niceno – e trabalhar em meio período na comunidade.  As condições para viver lá continuam as mesmas de há 500 anos: é preciso ter vivido pelo menos dois anos em Augsburgo, ser católico e ter-se tornado indigente sem dívidas. Os cinco portões ainda são trancados todos os dias às 22h.
As unidades habitacionais na área consistem em apartamentos de 45 a 65 metros quadrados (500–700 pés quadrados), mas como cada unidade tem sua própria entrada pela rua, ela simula viver em uma casa. Não há alojamento partilhado; cada família tem seu próprio apartamento, que inclui cozinha, sala, quarto e um minúsculo quarto extra, totalizando cerca de 60 metros quadrados. Todos os apartamentos do piso térreo têm um pequeno jardim e um abrigo de jardim, enquanto os apartamentos do piso superior têm um sótão. Todos os apartamentos possuem conveniências modernas, como televisão e água corrente. Um apartamento térreo está desabitado, servindo como museu aberto ao público. As campainhas têm formatos elaborados, cada uma delas única, datando de antes da instalação dos postes de iluminação, quando os moradores podiam identificar sua porta sentindo a maçaneta no escuro. 

## História
A família Fugger inicialmente estabeleceu sua riqueza na tecelagem e no merchandising. Jakob, o Rico, expandiu seus interesses para a mineração de prata e o comércio com Veneza. Além disso, ele era um financista e considerava o Vaticano um cliente notável. A família tornou-se financiadora da família Habsburgo e ele financiou a eleição bem-sucedida de Carlos V como Imperador do Sacro Império Romano em 1519. 
O Fuggerei foi construído pela primeira vez entre 1514 e 1523 sob a supervisão do arquiteto Thomas Krebs e, em 1582, Hans Holl adicionou a Igreja de São Marcos ao assentamento. Ampliado ainda mais em 1880 e 1938, o Fuggerei hoje é composto por 67 casas com 147 apartamentos, poço e prédio administrativo.
O bisavô de Wolfgang Amadeus Mozart, o pedreiro Franz Mozart, viveu no Fuggerei entre 1681 e 1694 e hoje é homenageado por uma placa de pedra.
O Fuggerei foi fortemente danificado pelos bombardeios de Augsburg durante a Segunda Guerra Mundial, mas foi reconstruído em seu estilo original.

## Manutenção
O Fuggerei é apoiado por um fundo de caridade estabelecido em 1520, que Jakob Fugger financiou com um depósito inicial de 10.000 florins.  De acordo com o The Wall Street Journal, o trust tem sido cuidadosamente gerido, com a maior parte dos seus rendimentos provenientes de explorações florestais, que a família Fugger favoreceu desde o século XVII, depois de perder dinheiro em investimentos de maior rendimento. O retorno anual do trust variou de uma taxa pós-inflação de 0,5% a 2%. A fundação da família Fugger é atualmente dirigida por Maria-Elisabeth Gräfin Thun -Fugger, nascida Gräfin Fugger von Kirchberg, que mora no Castelo de Kirchberg. Outros membros do conselho da fundação são Alexander Graf Fugger-Babenhausen e Maria-Theresia Gräfin Fugger-Glött. Todos os três ramos ainda existentes da família Fugger estão assim representados.  O fundo é administrado por Wolf-Dietrich Graf von Hundt. 
A partir de 2020, a taxa para uma visita ao Fuggerei é de 6,50 euros, mais de sete vezes o aluguel anual. 

Galeria
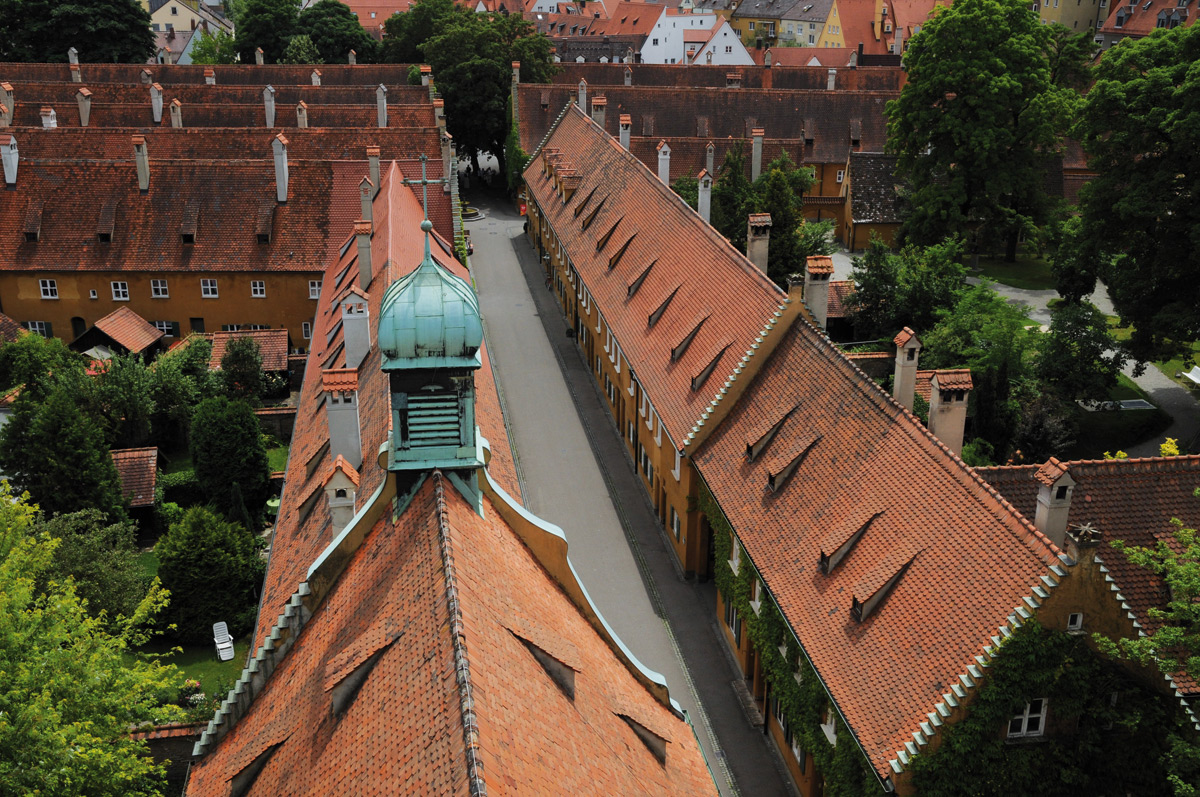
Igreja de São Marcos e Herrengasse
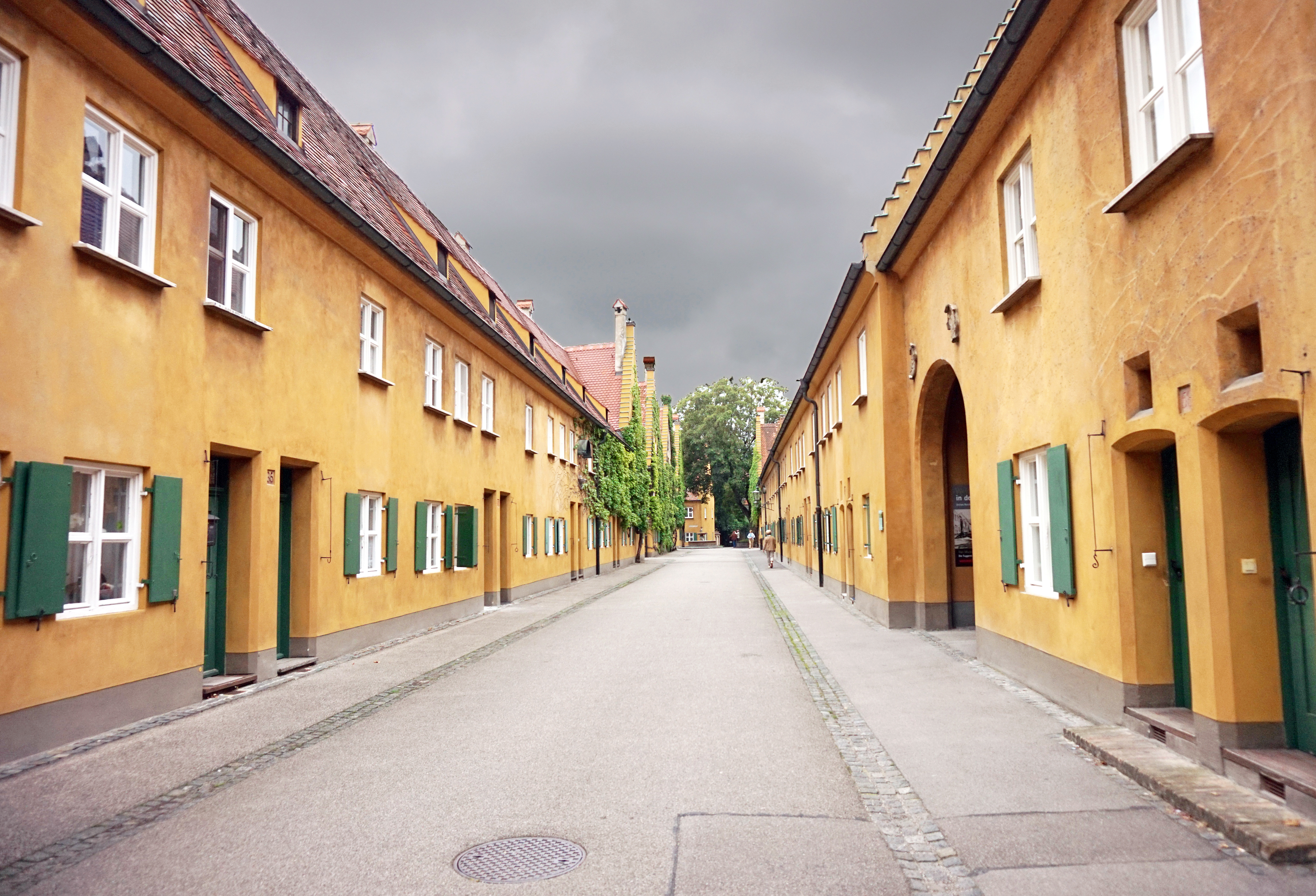
Herrengasse
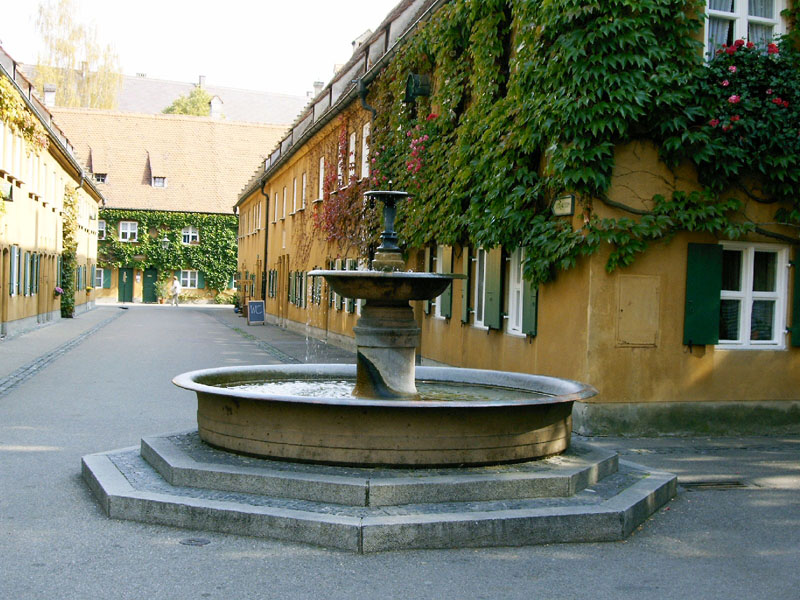
Mittlere Gasse and well
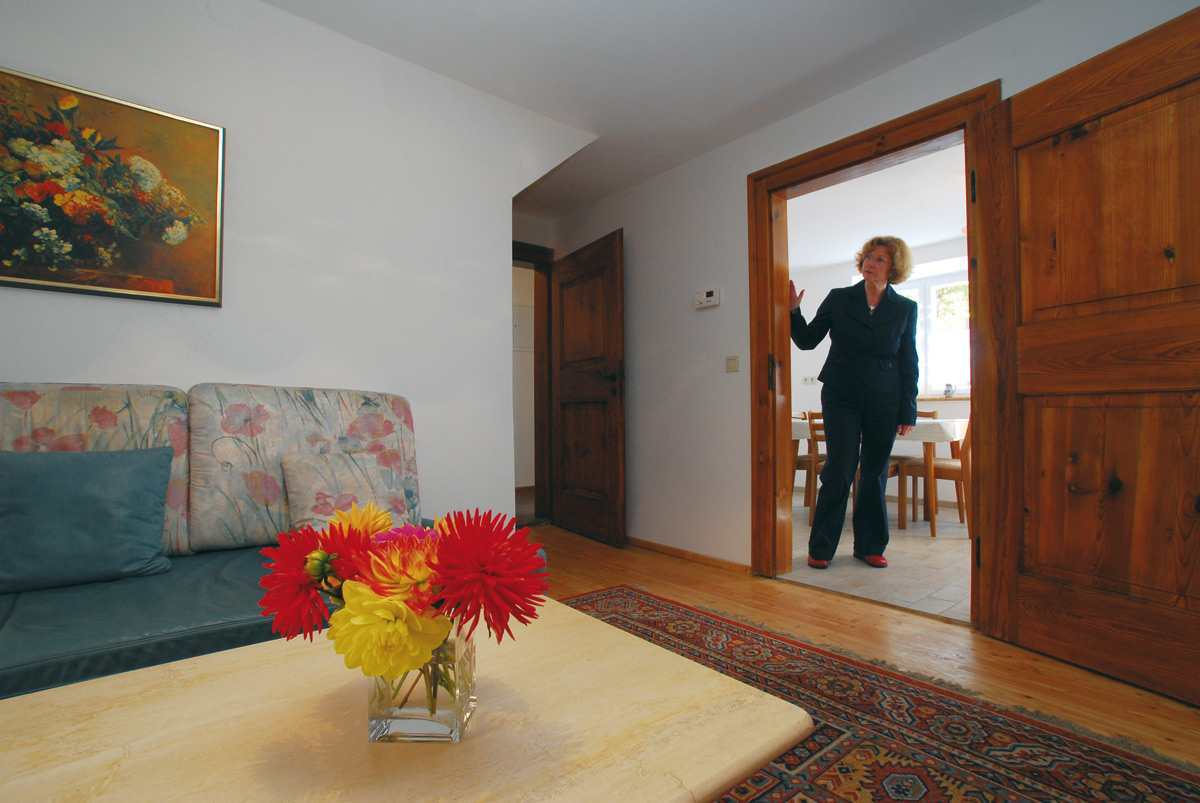
Apartamento de exposição
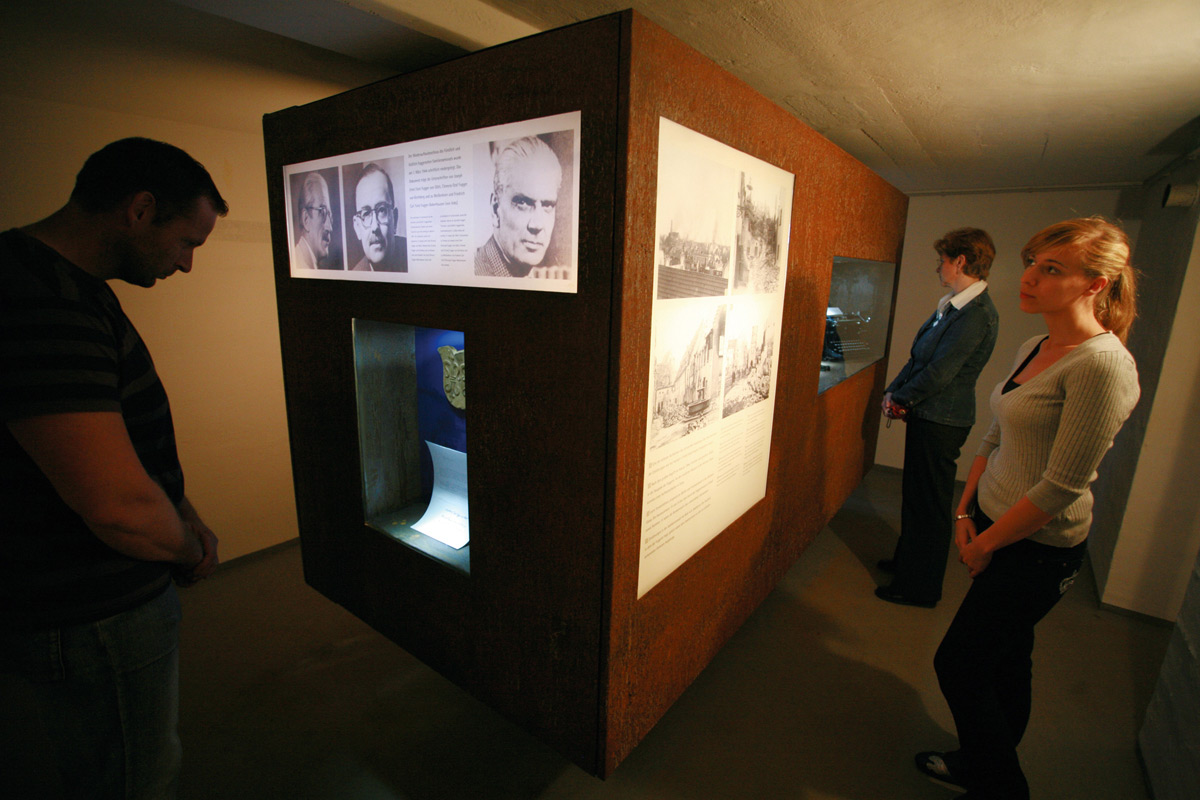
Exposição no abrigo antiaéreo da Segunda Guerra Mundial
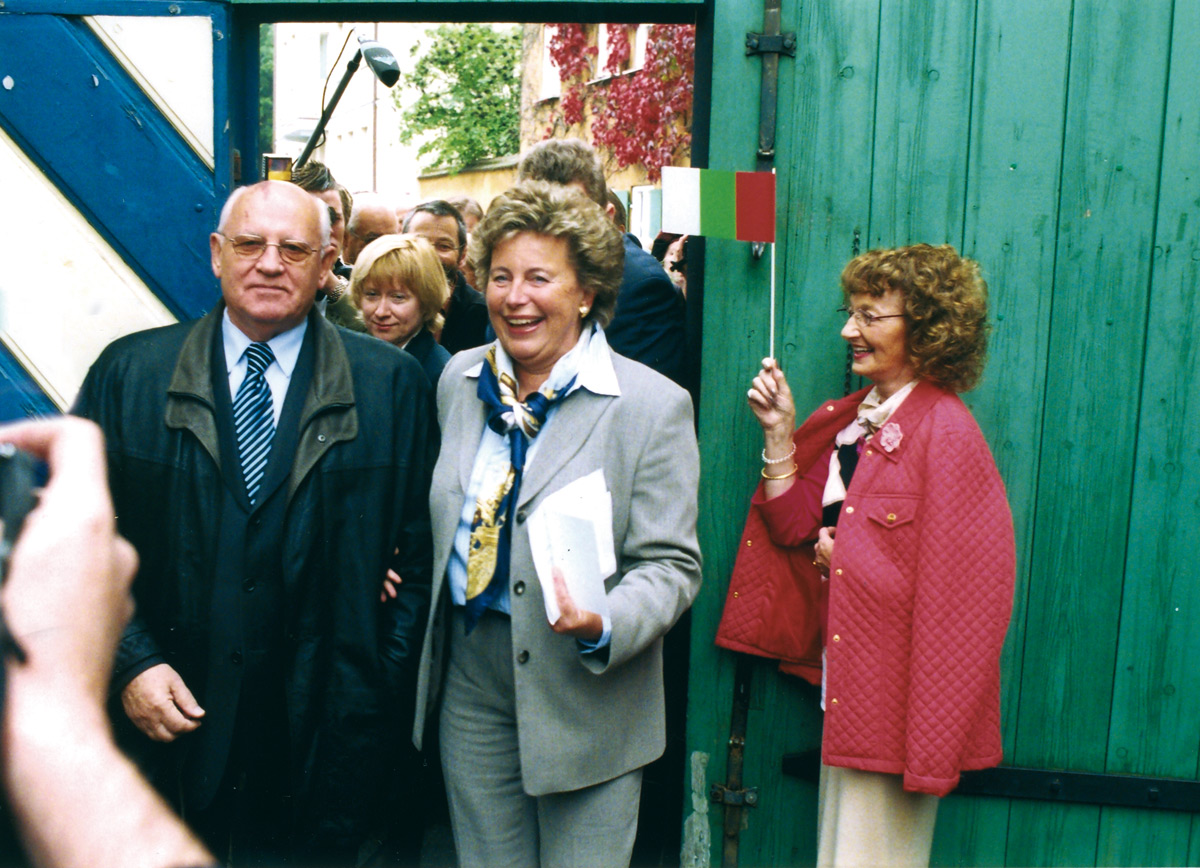
Condessa Elisabeth Thun-Fugger com Mikhail Gorbachev, 2005